# 斑鰭異色鱸
斑鰭異色鱸，為輻鰭魚綱鱸形目鱸亞目擬雀鯛科的其中一種，分布於西印度洋海域，深度0-18公尺，為熱帶海水魚，體長可達2.5公分，棲息在珊瑚礁區水域，生活習性不明。